# Día del Soltero

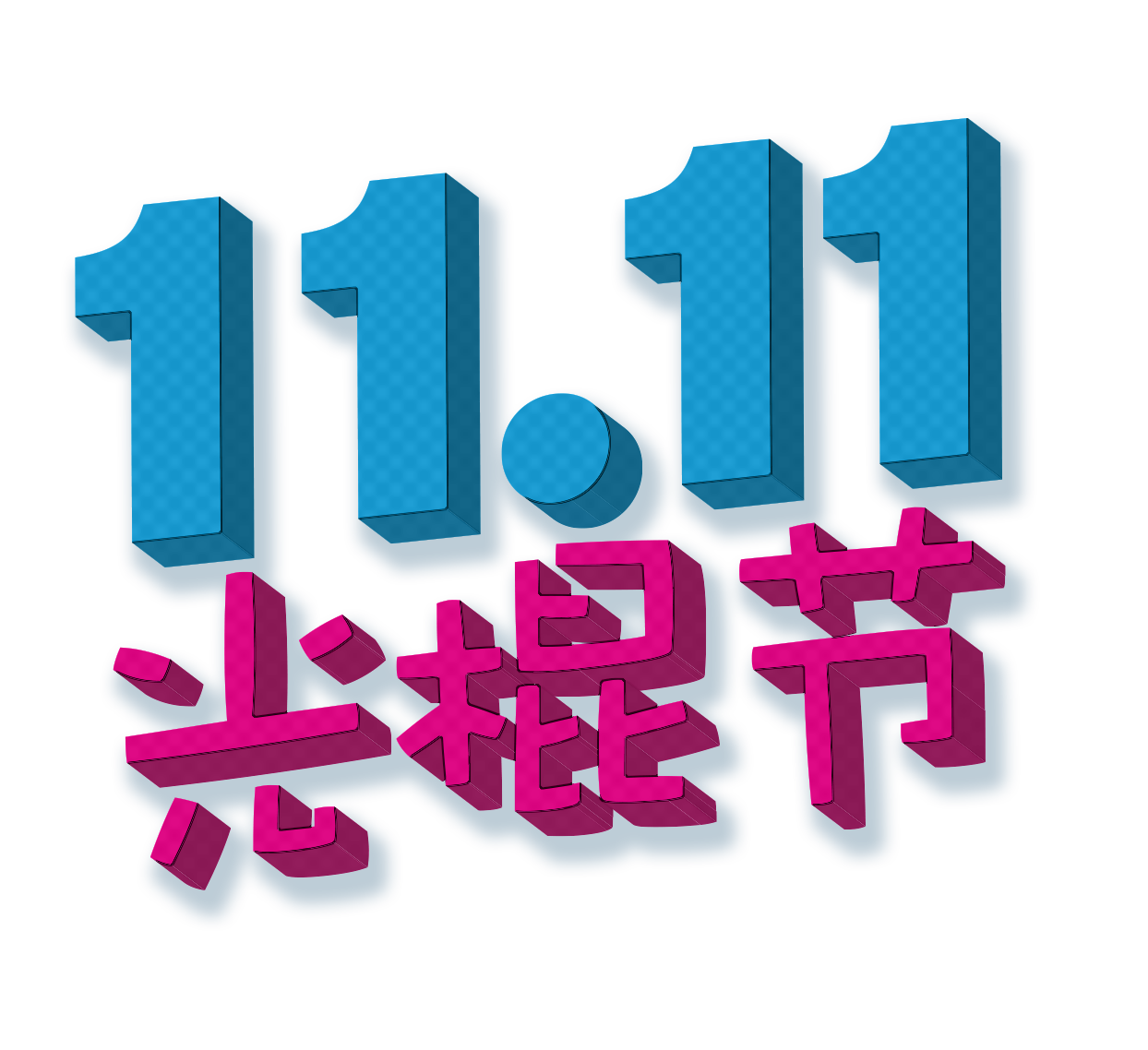
11.11, el Día del Soltero

El Día del Soltero o Guanggun Jie (en chino simplificado, 光棍节; pinyin, Guānggùn Jié) es una festividad conmemorada en China para celebrar el orgullo de ser soltero. Se celebra el 11 de noviembre de cada año, y la fecha (11/11) fue escogida por el hecho de que el número uno representa a una persona sola. Recientemente, la fiesta se ha convertido en uno de los principales días de comercio en línea en el mundo.
La festividad tiene su origen en la Universidad de Nankín en 1993, inicialmente solamente entre los hombres, siendo un evento popular en universidades chinas durante la década de 1990. La fecha sirve para la socialización entre solteros, contando con eventos como citas a ciegas para que las personas abandonen la vida de soltero. En 2011 se celebró el llamado "Día de los Solteros del Siglo" (11/11/11) con varias actividades de promoción en relación con el evento, encaminadas principalmente a atraer jóvenes consumidores.
El 28 de diciembre de 2012 Alibaba Group registró el término 双十一 (doble 11), siendo uno de las principales portales de ventas en línea junto con sus otras webs Tmall y Taobao. En 2013 las ventas llegaron a 5800 millones de dólares estadounidenses, en 2014 a 9300 millones, en 2015 a 14300 millones, en 2016 a 17800 millones, en 2017 a 25400 millones, en 2018 a 30800 millones y en 2019 a 38300 millones.

## Simbolismo
El siguiente simbolismo se ha asociado a la fecha especial:
- 1: el dígito 1 simboliza un individuo, una sola persona.
- 11: dos individuos que se encuentran y están juntos en un lado de la fecha especial (11.11).
- 2 x (11): una celebración de dos o más parejas, cada una de las cuales comprende dos individuos solteros que se encuentran en la fecha especial (11.11).

## Fuera de China
Desde entonces, el Día de los Solteros se ha popularizado a través de internet y ahora se celebra también en varios lugares fuera de China. La festividad ha crecido especialmente en el sudeste asiático, y los clientes de los marketplaces de Lazada del sudeste asiático pidieron 6,5 millones de artículos en 2017. En Indonesia, por ejemplo, el 11 de noviembre se denomina "Harbolnas" (Día Nacional de las Compras en Línea), y los principales minoristas en línea ofrecen grandes descuentos. Anteriormente tenía lugar el 12 de diciembre.
En el Reino Unido, el 11 de marzo se celebra el Día del Soltero, también llamado Día Nacional del Soltero. Fue iniciado por un grupo de expertos en citas reconocidos internacionalmente con el fin de ayudar a los solteros a aceptar su condición de solteros o a "hacer algo al respecto"[36].
La empresa alemana MediaMarkt promueve el Día de los Solteros en sus tiendas[37] La belga MediaMarkt también participa, pero las reacciones han sido negativas, ya que el 11 de noviembre es el aniversario del Armisticio del 11 de noviembre de 1918 que puso fin a la Primera Guerra Mundial, y el día se asocia a una sombría conmemoración de los muertos de la guerra en Bélgica[38] En 2016, el minorista de electrónica sueco Elgiganten promovió una campaña del Día de los Solteros en Noruega antes de aplicarla en los demás países nórdicos al año siguiente.

## Marcas comerciales
El término "双十一" (Doble 11) fue registrado en China por Alibaba Group el 28 de diciembre de 2012, con los números de registro 10136470 y 10136420. En octubre de 2014, Alibaba amenazó con emprender acciones legales contra los medios de comunicación que aceptaran publicidad de competidores que utilizaran este término.